# 알렉세이 가스테프

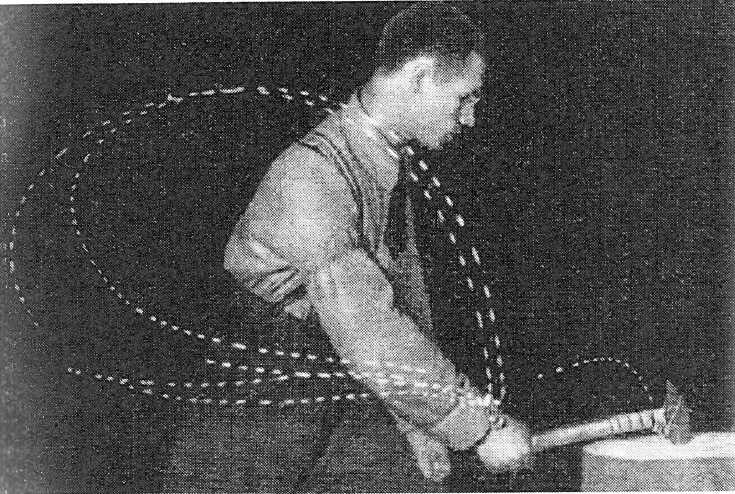

알렉세이 카피토노비치 가스테프(러시아어: Алексей Капитонович Гастев: 1882년-1939년)는 러시아의 노동조합 운동가, 전위주의 시인이다. 1905년 러시아 혁명에 참여했으며, 러시아에서의 과학적 관리법의 선구자였다.